# Чемберлен, Питер

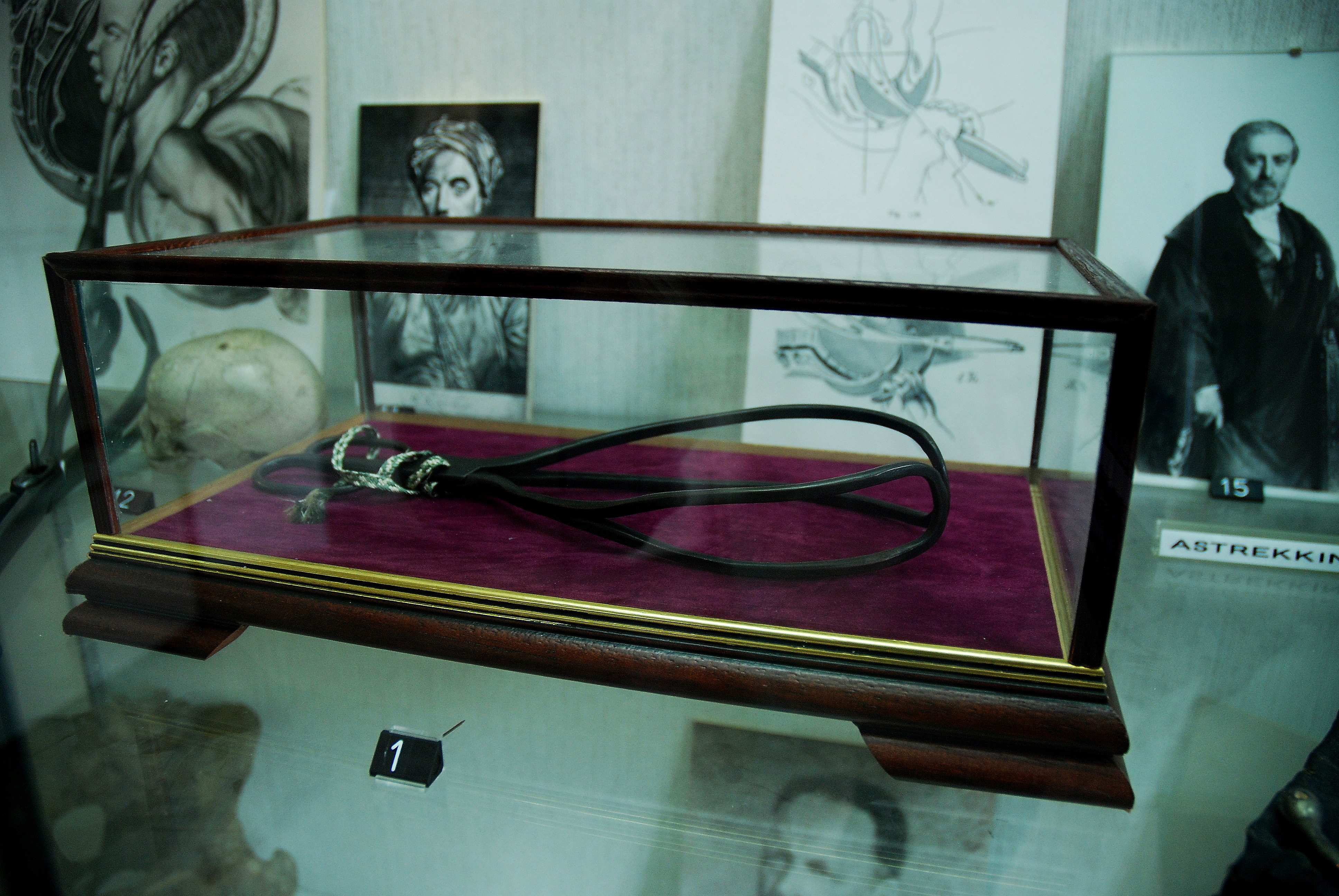
Копия акушерских щипцов Чемберлена в Музее истории медицины в Генте

Питер Чемберлен (англ. Peter Chamberlen) — имя двух братьев, Питера Чемберлена старшего и Питера Чемберлена младшего соответственно. Братья были сыновьями хирурга Гильома Чемберлена (1540 – 1596), гугенота, который сбежал со своей женой Женевьевой Виньон (фр. Genevieve Vignon) из Парижа в Саутхемптон, Англия, в 1575 году, спасаясь от религиозных гонений. Братья известны тем, что первыми придумали акушерские щипцы. Их изобретение около ста лет оставалось фамильным секретом, благодаря которому, с одной стороны, семья Чемберленов достигла благосостояния, а с другой сокрытие этого изобретения стоило жизни многим и многим младенцам.

## Питер старший

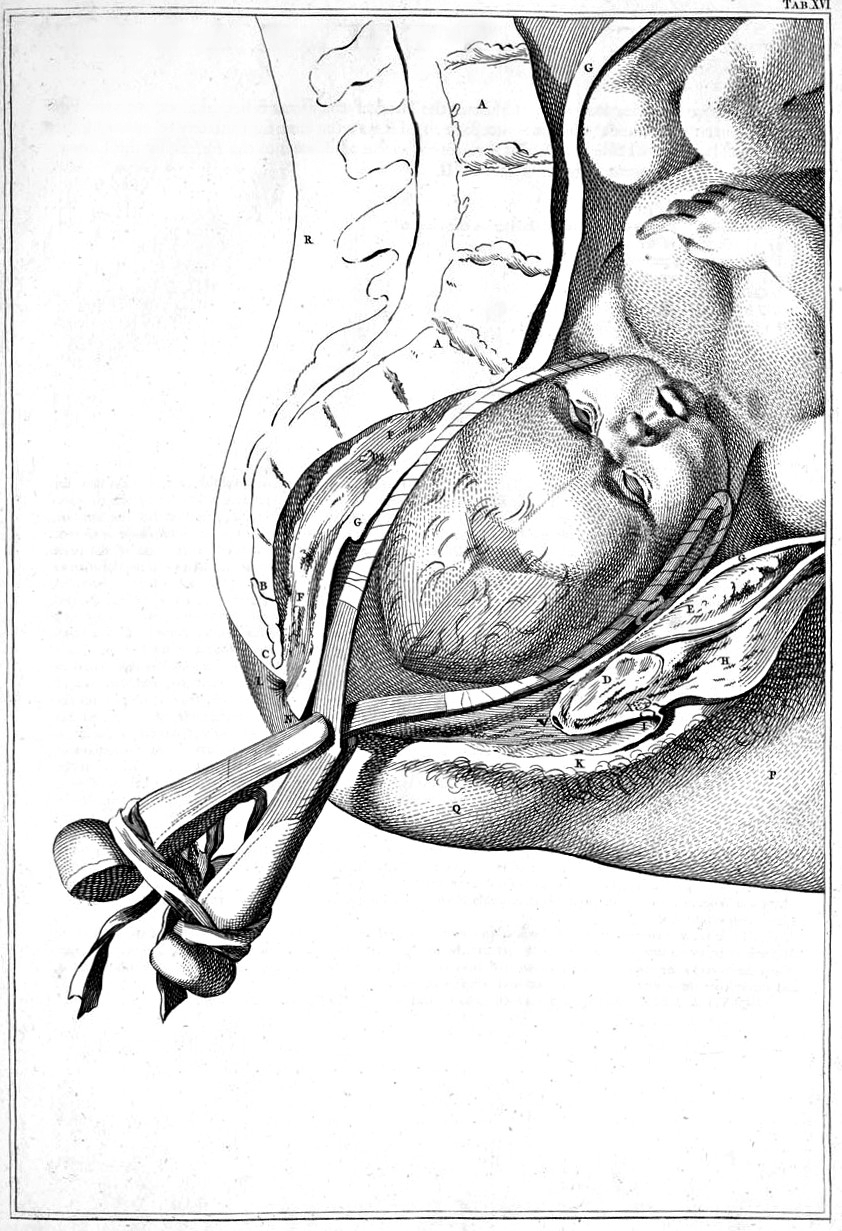
Извлечение плода щипцами Смелли

Питер Чемберлен старший родился в 1560 году, скончался в 1631. До переезда в Англию его звали Пьер, но семья сменила имя на Питер. В 1596 году Питер переехал в Лондон, где стал придворным хирургом и акушером королевы Анны Датской, жены короля Якова I Английского.

## Питер младший
Питер Чемберлен младший родился в 1572, скончался в 1626 году. Он так же был хирургом и акушером. Он был женат на дочери врача, религиозного деятеля и министра-гугенота Вильяма Делоне Саре (англ. Sara Delaune). Брат Сары, Гидеон Делоне, был аптекарем королевы Анны. В браке у Питера младшего родилось восемь детей, одним из которых был доктор Питер Чемберлен Третий. Он и унаследовал фамильный секрет конструкции и использования щипцов.

## Изобретение щипцов
В точности неизвестно, кто был автором изобретения, но некоторые источники отдают эту честь Питеру старшему. Тайна конструкции щипцов хранилась в семье Чемберленов более ста лет. Братья пускались на серьёзные ухищрения, чтобы сохранить секрет инструмента. Когда они прибывали в дом к роженице, то вместе с собой доставляли и огромный деревянный ящик, в котором, якобы, и находилось "секретное изобретение". Роженице завязывали глаза, а всех родственников изгоняли в другую комнату. Родственники слышали странные звуки работающего механизма, всевозможные звоночки и удары, пока не раздавался, наконец, крик младенца.
На здании фамильной усадьбы Чемберленов «Вудхам Мортимер Холл» установлена голубая табличка, указывающая, что здесь проживали пионеры акушерства. Этот особняк был продан семьёй Чемберленов в 1715 году. В 1813 году, под скрытым люком на чердаке здания были обнаружены фамильные акушерские щипцы. Они были переданы Медицинскому и Хирургическому обществу, которое, в свою очередь, в 1818 году передало инструмент «Королевскому Обществу Медицины».

## Акушерская династия Чемберленов

Доктор Питер Чемберлен III

- Др. Питер Чемберлен, также известный как Питер Третий, родился в 1601 году от Питера младшего. Получил хорошее образование: начал обучение в школе Мёрчант Тэйлорс[англ.], в 1615 году поступил в Колледж Эммануэля в Кембридже. Питер продолжил своё обучение в Гейдельбергском университете в 1619 году слушал лекции в Падуанском университете после перешёл на медицинский факультет в Оксфордского университета[4]. Он принял роды у Генриетты Марии Французской, то есть был акушером при рождении будущего короля Англии Карла II. На время междуцарствования Питер удалился в купленную им усадьбу в деревушке Вудхам Мортимер[англ.], в Эссексе, Великобритания. Скончался Питер Третий в 1683 году.
- Его старший сын, Хью Чемберлен старший (1630—1720?), так же практиковал акушерство с использованием секретных щипцов. В 1670 году он пытался продать секрет этого инструмента, для чего прибыл в Париж, где встретился с Франсуа Морисо. Морисо, чтобы испытать Чемберлена, дал тому задание принять сложные роды: рожала 38-летняя карлица, с патологически деформированными тазовыми костями. Задача была невыполнима: мать и младенец умерли. Морисо не стал приобретать у Хью старшего щипцы, и тот вернулся в Англию. С собой Хью Чемберлен привёз опубликованный в 1668 году труд Морисо «Traité des Maladies des Femmes Grosses et Accouchées» («Трактат о болезнях беременных и о родах»). Он перевёл его и опубликовал в 1672 году, назвав «The accomplish’t Midwife» («Опытная повитуха»). Эта книга принела ему известность и обширную практику[1].
- Другой сын Питера Третьего, Хью Чемберлен младший (1664—1728), был последним в семье, кто хранил фамильный секрет. Он получил хорошее медицинское образование, был трижды женат, и от первого брака имел трёх дочерей. Однако у него не было наследника, и в последние годы его жизни фамильный секрет становится достоянием общественности. Очень сильно похожие на чемберленовский инструмент акушерские щипцы презентует молодой современник Хью младшего — Уильям Смелли. Первую печатную иллюстрацию к использованию акушерских щипцов опубликовал Эдмунд Чапман в 1733 году, а в 1734 их модификацию публикует Уильям Гиффорд.